# Controlo de vetores
Controlo de vetores (português europeu) ou controle de vetores (português brasileiro) são métodos que procuram reduzir a incidência de uma doença através da eliminação ou redução do vetor que transmite e dissemina essa doença entre seres humanos, gado ou animais selvagens. Embora o vetor mais comum seja de longe os insetos, o controlo de vetores também se aplica a roedores ou qualquer outro organismo.